# 사치우라역
사치우라역(일본어: 幸浦駅)은 일본 가나가와현 요코하마시 가나자와구에 있는 요코하마 신도시 교통 가나자와 시사이드 라인의 역이다. 역 번호는 6이다.

## 역 구조
섬식 승강장 1면 2선의 고가역이다. 고가 밑에 역사가 있지만 무인역이다. 자동 개찰기와 자동 매표기가 설치되어 있다. 자동 매표기는 2005년에 갱신되어 동년 3월 21일부터 사용 개시되었다.

### 승강장
| 번호 | 노선          | 방향 | 행선                            |
| ---- | ------------- | ---- | ------------------------------- |
| 1    | 시사이드 라인 | 하행 | 핫케이지마・가나자와핫케이 방면 |
| 2    | 시사이드 라인 | 상행 | 신스기타 방면                   |

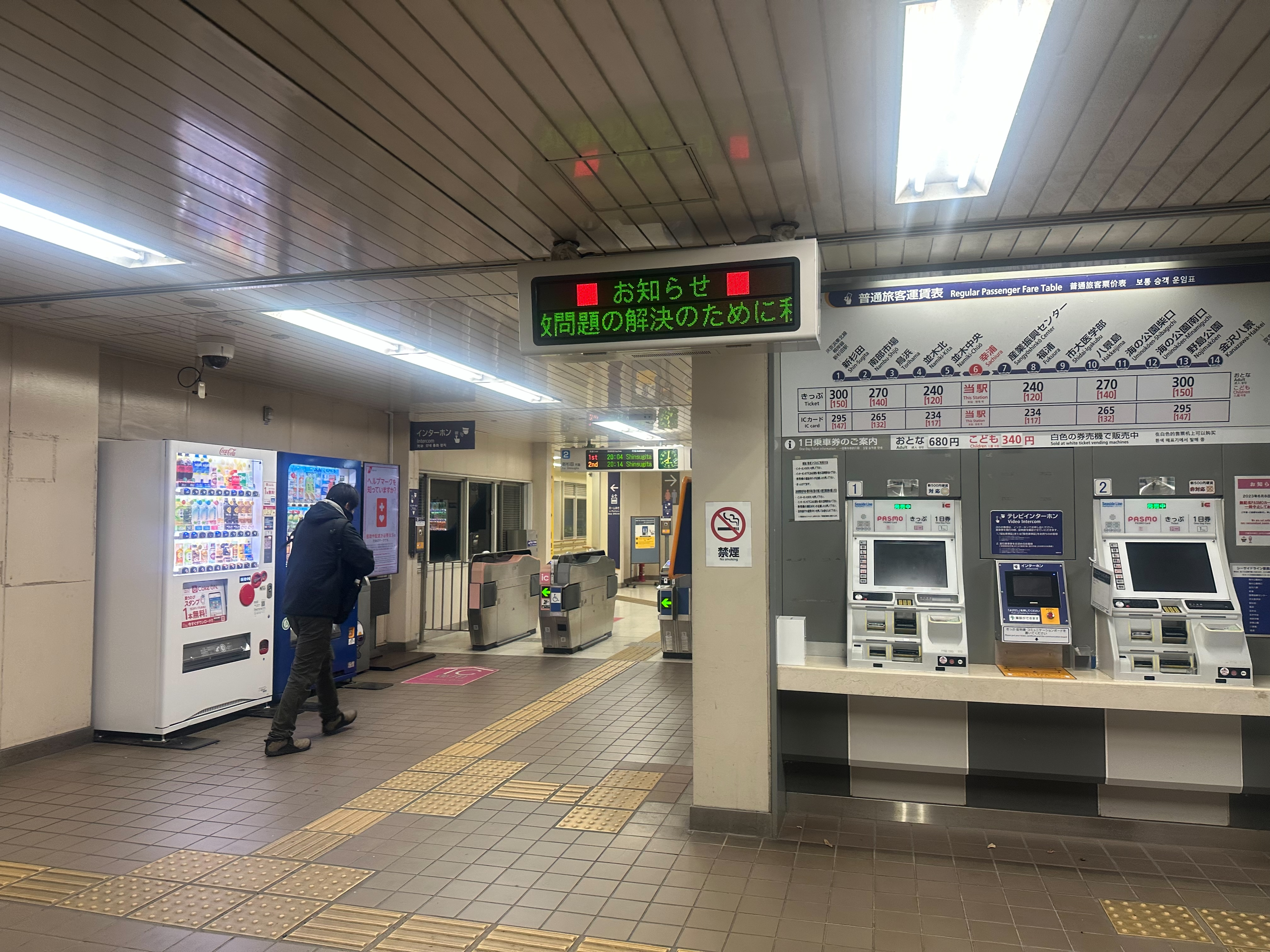
개찰구

## 역 주변
- 머천다이징 센터
- 토요 관광 요코하마 영업소
- 미쓰하시 본사
- 나미키 중학교
- 나미키 제4 초등학교
- 수도고속도로 완간 선
- 국도 357호선
- 노구치 히데요 유카리노 옛, 세균 검사실 - 도보 15분
- 요코하마 미나미 세무서
- 가나자와 녹지

## 역사
- 1989년 7월 5일: 영업 개시.
- 2005년 3월 21일: 자동 매표기 갱신, 사용 개시.
- 2010년 4월 1일: 미곡 도매 회사의 미쓰하시가 명명권을 취득하여 3년간 "미쓰하시 라이스 앞"의 부역명이 부기됨く[1].

## 인접역
| 요코하마 신도시 교통 가나자와 시사이드 라인 | 요코하마 신도시 교통 가나자와 시사이드 라인 | 요코하마 신도시 교통 가나자와 시사이드 라인 |
| ------------------------------------------- | ------------------------------------------- | ------------------------------------------- |
| 5 나미키추오 신스기타 방면                  |                                             | 산교신코센터 7 가나자와핫케이 방면          |